# Franz Ehrenreich von Trauttmannsdorff

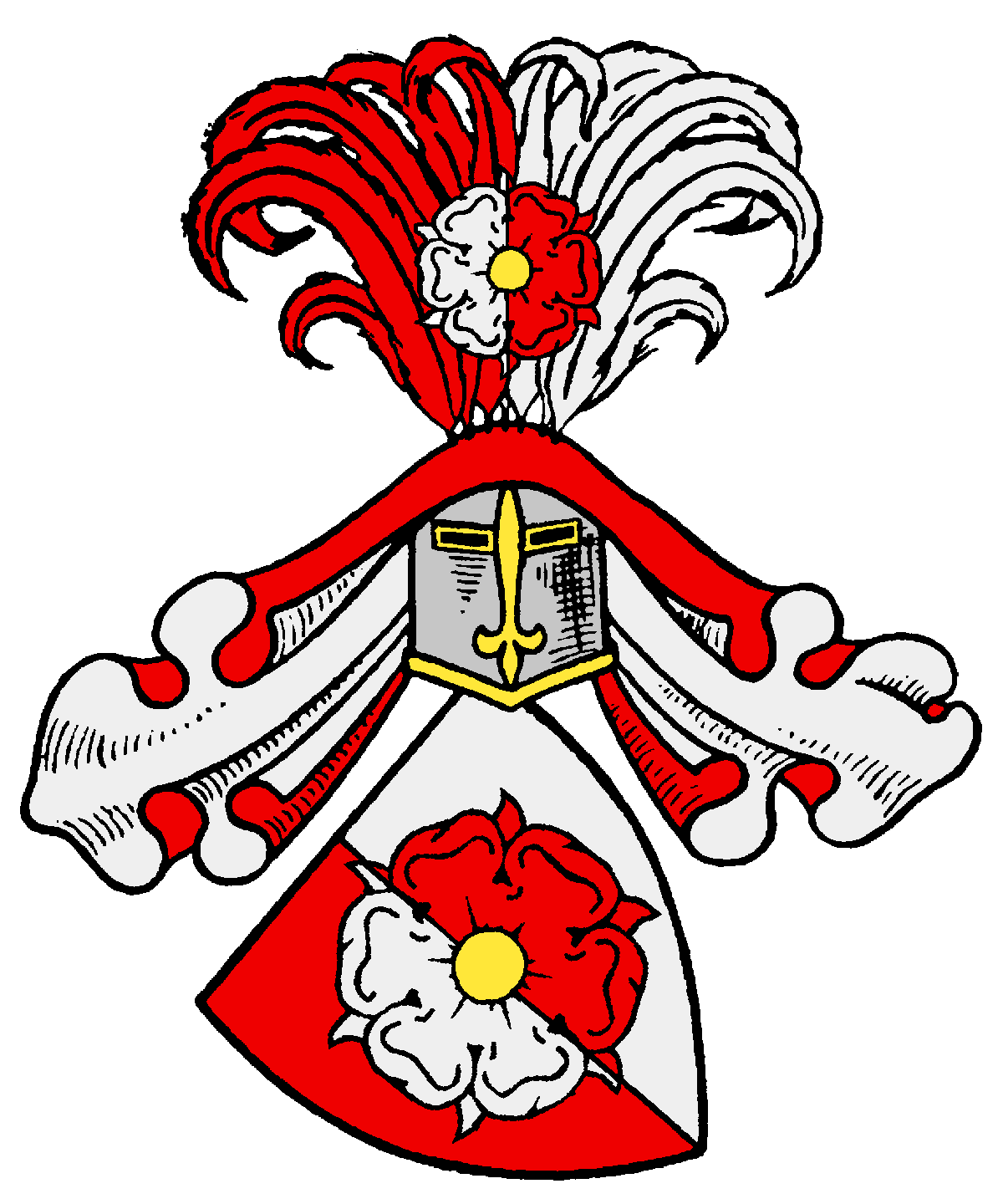
Stammwappen derer von Trauttmansdorff

Graf Franz Ehrenreich von Trauttmannsdorff (* 21. Januar 1662 in Totzenbach am Haspelwald; † 8. März 1719, anderes Datum 8. April 1719) war ein österreichischer Diplomat.

## Leben

### Familie
Franz Ehrenreich von Trauttmannsdorff entstammte der niederösterreichischen Adelsfamilie von Trauttmannsdorff und war der Sohn des Grafen Adam Maximilian von Trauttmannsdorff (* 15. März 1621 in Totzenbach am Haspelwald; † 11. Juli 1670 in Wien) und dessen zweiter Ehefrau Gräfin Regina Katharina (1626–1701), eine Tochter des Grafen David André von Windisch-Graetz (1596–1636). Sein Vater war in erster Ehe mit Engelburgis (* 4. August 1622; † 2. Januar 1648), Tochter von Simon Hager von Allentsteig, verheiratet gewesen.
Von seinen Geschwistern sind namentlich bekannt:
- Siegmund Joachim von Trauttmannsdorff (* 1641 in Totzenbach am Haspelwald; † 1. April 1706 in Venedig), Kämmerer und Feldmarschall;
- Hektor Siegfried von Trauttmannsdorff (* 25. Januar 1658 in Totzenbach am Haspelwald; † 1687).

Er war seit 1688 mit seiner Cousine Maximiliane Christine († 1730), eine Tochter von Georg Sigismund von Trauttmansdorff-Weinsberg (1638–1702), verheiratet. Gemeinsam hatten sie zwei Töchter und einen Sohn; von diesen sind namentlich bekannt:
- Max Joseph Ehrenreich von Trauttmannsdorff († 1760), mit seinem Tod erlosch die Johann Hartmannsche Linie, die nur vier Generationen dauerte.
- Maria Cajetana von Trauttmansdorff (* 21. Mai 1697; † 6. Oktober 1764), verheiratet mit Rudolf III. von Wurmbrand-Stuppach (1682–1731).

Sein Stiefsohn aus der ersten Ehe seiner Ehefrau mit Johann Georg von Herberstein (1660–1686) war:
- Johann Maximilian von Herberstein (* 15. Februar 1687; † März 1716), verheiratet mit Maria Josepha (1689–1767), eine Tochter von Gundakar Thomas von Starhemberg (1663–1745).

### Werdegang
Franz Ehrenreich von Trauttmannsdorff wurde als Rat der innerösterreichischen Hofkammer in den Staatsdienst aufgenommen, wurde Kämmerer sowie Geheimer Rat bei der innerösterreichischen Regierung sowie ab 1700 deren Vize-Kammerpräsident und war zuletzt als Botschafter mit besonderen Vollmachten des Wiener Hofs bei der Tagsatzung akkreditiert und residierte in Baden.
Im Juni 1701 besuchte er Plazidus Zurlauben, Abt des Benediktinerklosters Muri, und setzte sich in weiterer Folge bei Kaiser Leopold I. erfolgreich für eine Verleihung der Fürstabtwürde an Plazidus Zurlauben ein.
In den Jahren von 1701 bis 1705 unterhielt er auch eine intensive Korrespondenz zum Zürcher Arzt Johann Jakob Scheuchzer, auf dessen Anraten er eine Gesteinssammlung anlegte; dieser widmete ihm 1702 auch die Schrift Specimen lithografiae helveticae; in diesem Werk setzte der Arzt sich mit Fossilien auseinander, und die Schrift kann als Ausgangspunkt für seine später formulierte Sintfluttheorie angesehen werden. Nachdem die Beziehung zu Johann Jakob Scheuchzer abkühlte, fand Franz Ehrenreich von Trauttmannsdorff mit Karl Nicolaus Lange einen weiteren Schweizer Arzt und Naturforscher, den er fördern konnte; so bedankte sich dieser in seiner Schrift Historia Lapidum figuratorum Helvetiae im Vorwort bei Franz Ehrenreich von Trauttmannsdorff als grossen Patron der Künste und höchster Freund der lithologischen Studien. Während seines Aufenthaltes in Baden tauschte Franz Ehrenreich von Trauttmannsdorff sich auch mit dem Abgesandten des Heiligen Stuhls, Domenico Silvio Passionei, über Kartografie aus.
Im Spanischen Erbfolgekrieg von 1701 bis 1714 bemühte er sich um die schweizerische Neutralität, hatte hierbei jedoch weniger Erfolg als sein französischer Gegenspieler Roger Brulart de Puysieux (1640–1719), dem es immer wieder gelang, Schweizer Söldnertruppen für König Ludwig XIV. zu verschaffen. 1702 konnte Franz Ehrenreich von Trauttmannsdorff das Regiment Erlach vertraglich verpflichten, für Österreich zu kämpfen.
1703 versuchte er in Verhandlungen mit Christoph Hochreutiner in einem Streit gegen St. Gallen zu schlichten.
Ab 1704 war er auch, nach der Krönung von Carlos III., Gesandter des habsburg-spanischen Hofes.
Zu der Zeit der Kämpfe des Fürstabts Leodegar Bürgisser von St. Gallen mit den Reformierten in den Jahren 1709 und 1710 erhob er im Namen des Kaisers Joseph I. Widerspruch gegen die Besitznahme der fürstäbtischen Schlösser Yberg, Schwarzenbach und Lüthyspurg durch die Toggenburger. Nach der Parteinahme für den Fürstabt konnte er 1712 den Ausbruch des Zweiten Villmergerkriegs nicht verhindern. Vor der Einnahme Badens durch Bern und Zürich floh er ins vorderösterreichische Waldshut.
Sein Misserfolg brachte ihn um die erhoffte Ehre, am Badener Friedenskongress 1714 als Bevollmächtigter Karls VI. teilzunehmen, und er wurde 1715 nach Wien zurückberufen, unter anderem, weil die Tagsatzung zukünftig in Frauenfeld tagte, aber auch, weil er in seinen an die Schweizer gerichteten Schreiben deren vorhandene nationale Ressentiments und Ängste schürte.

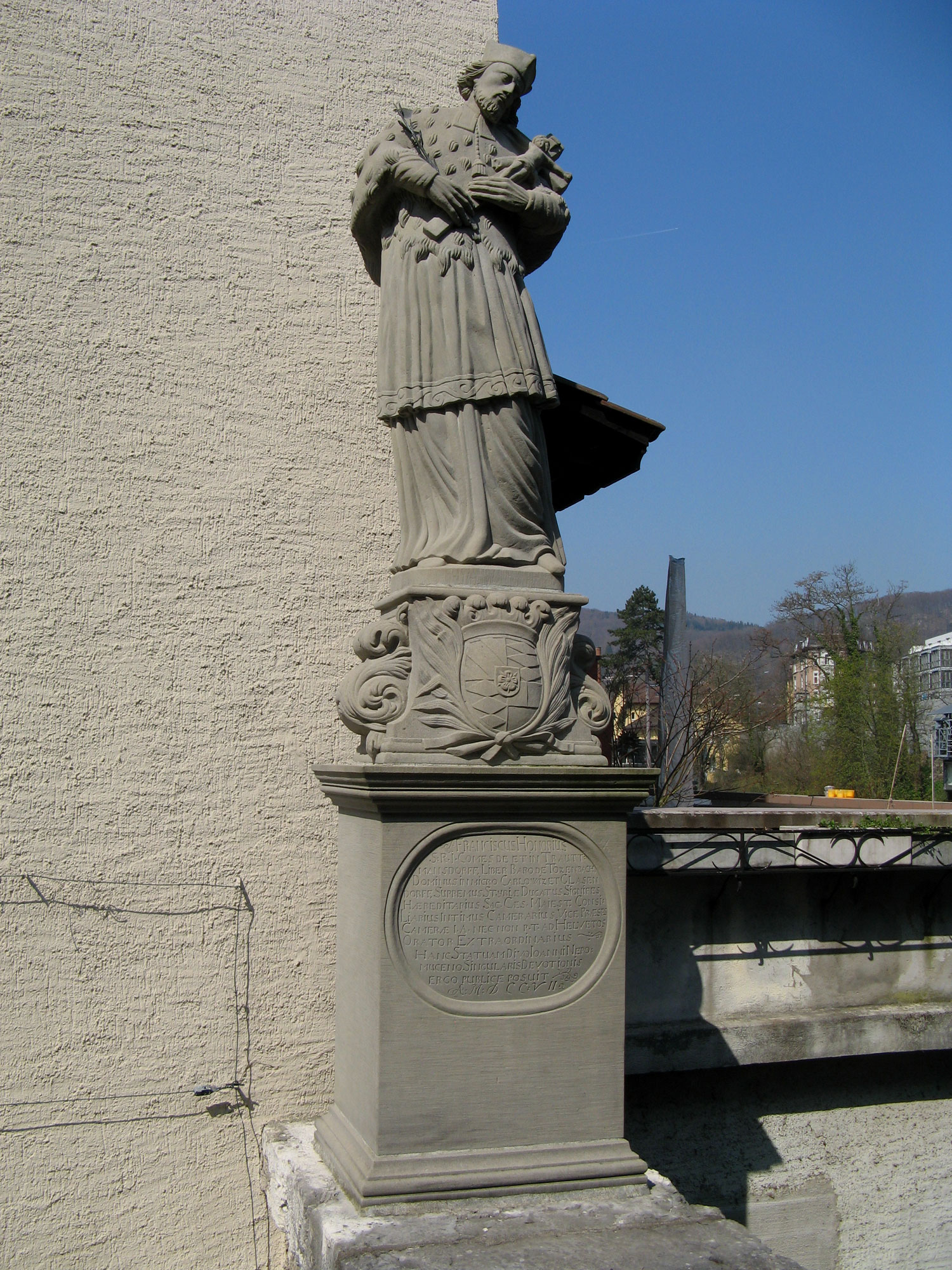
Nepomukstatue bei der Holzbrücke in Baden

Trauttmannsdorff zählte zum Kreis inniger Verehrer des Heiligen Johannes Nepomuk, der in Böhmen, jedoch nicht in der Schweiz verehrt wurde. Er betätigte sich tatkräftig an der Ausbreitung des Nepomuk-Kults im Schweizerischen und Schwäbischen und es gehen vier von ihm gestiftete Nepomuk-Statuen in diesem Raum auf seine Stiftungen zurück, unter anderem eine vor der Kirche Sankt Stephan in Konstanz, eine weitere in Villingen und allen voran die zweitälteste Nepomukstatue der Schweiz, aufgestellt an der Holzbrücke über der Limmat in Baden aus dem Jahr 1707, die vom Trauttmannsdorffschen Wappen und einer üppigen Widmungstafel geziert wird.
Die Bibliothek von Franz Ehrenreich von Trauttmannsdorff umfasste bei seinem Tod über 8.000 Druckwerke, über 500 Handschriften und Hunderte Landkarten und war damit eine der umfangreichsten Bibliotheken in der Habsburgermonarchie des 17. und 18. Jahrhunderts.
Seine Gesandtschaftsberichte und die Hofkorrespondenz befinden sich im österreichischen Staatsarchiv.

## Schriften (Auswahl)
- Schreiben, welches Graff Trautmansdorff den 12. Aprilis 1702 an die sämmtlichen Cantons erlassen haben. 1702.
- Zwey Memorialien, Welche der Käyserliche Bottschaffter Herr Frantz Ehrenreich Graf und Herr zu Trautmannsdorff, bey wehrender Tag-Satzung in Baden übergeben haben. 1702.
- Duplic, Welche Herr Frantz Ehrenreich Graf und Herr zu Trautmannsdorff, auf die vom Grafen Casati wider ihr vormahls unterm 22ten Aprill erlassenes Circular-Schreiben in Truck gegebne Replic übergeben haben. 1702
- Memorial, Welches Graf Trautmannsdorff, denen Löblichen mit Meyland verbundenen-Catholischen Orten übergeben haben. 1702
- Proposition, An die allhier versammlete Löbl. Catholische mit Meyland verbundene Orte. 1702.
- Schreiben, so dess kayserlichen Herrn Bottschaffters Frantz Ehrenreich Graffen und Herrns zu Trauttmansdorff Excellenz an samtbliche Cantonen, welche an jenem mit dem Herrtzogen von Anjou ernewert Meyländis. Capitulat keinen Theil genommen, erlassen haben. 1706.
- Copia-Schreiben, welches der Kayserliche Bottschaffter, (Titl.) Hr. Frantz Ehrenreich, Graff und Herr von Trautmausdorff [!], An das Löbl. Ort Zürch, nebst einem gleichen, An den Löbl. Stand Bern, unterm 7. Jenner 1709. ergehen lassen. 1709.